# Eduard Büchsel
Eduard Hans Martin Gottfried Büchsel (* 1. Mai 1917 in Schweicheln bei Herford; † 17. Juni 1980 in Herdecke) war ein deutscher Organist und Kantor und Kirchenmusikdirektor.

## Leben
Eduard Büchsel wird als fünftes von sieben Kindern des Anstaltspfarrers Hermann Johannes Gottlob Büchsel (1877–1954) und seiner ersten Ehefrau Charlotte Mathilde Ida Elisabeth Siebold in Schweicheln geboren. Im Alter von 18 Jahren beginnt er sein Musikstudium am Leipziger Landeskonservatorium der Musik (G. Ramin/Orgel, O. Weinreich/Klavier, J. N. David/Theorie) und wird in dieser Zeit Mitglied der christlichen Studentenverbindung Leipziger Wingolf. Noch während des Studiums ernennt der Thomaskantor Günther Ramin ihn im Jahr 1936 zum stellvertretenden Organisten an der Thomaskirche. 1939 wird er Organist in Völklingen.
1941 schließt er sein Kirchenmusikstudium mit der A-Examen ab und geht als Kantor an die Trinitatiskirche im damals von Deutschland besetzten Łódź. 1944 wird er zum Kriegsdienst eingezogen und gerät 1945 in englische Kriegsgefangenschaft.
Nach seiner Heimkehr aus der Gefangenschaft wirkt Büchsel im Oktober 1945 als Kantor in Münster. Im Mai 1946 bewirbt er sich als Organist und Kantor nach Gütersloh, wo er im Juli 1946 seine Stellung an der Martin-Luther-Kirche aufnimmt. Noch im September des gleichen Jahres gründet er den Bachchor Gütersloh und Ende 1947 einen Kinderchor. Ab 1948 verpflichtet der Nordwestdeutsche Rundfunk den herausragenden Organisten für zahlreiche Rundfunkaufzeichnungen mit Orgelmusik.
Im Jahr 1955 wird von der Kirchengemeinde Gütersloh die Teilung der kirchenmusikalischen Arbeit erwogen. Daraufhin gibt Büchsel 1957 die Leitung der Chöre an seinen Nachfolger Hermann Kreutz ab, der den Bachchor in den folgenden Jahren zu überregionaler Bekanntheit führt. Büchsel widmet sich hingegen vor allem dem künstlerischen Orgelspiel. Unter anderem verfolgt er maßgeblich den Bau einer neuen Steinmeyer-Orgel in der Gütersloher Martin-Luther-Kirche.
1960 folgt er dem Ruf an die Reinoldikirche in Dortmund, wo er zum Kirchenmusikdirektor ernannt wird. Hier leitet er den Dortmunder Bachchor und führt Hauptwerke für Chor, Soli und Orchester vom Barock bis zur gemäßigten Moderne und unbegleitete Chormusik auf. Auch führt er seine Tätigkeit als Organist fort, unter anderem in den regelmäßigen „Orgelfeierstunden“ an der großen Orgel der Reinoldikirche (IV/P 72, Walcker, 1958). Dabei sind Werke von Johann Sebastian Bach und Max Reger die Eckpfeiler seines Repertoires.
Wenige Wochen nach seiner Pensionierung und drei Monate nach der letzten Aufführung der Matthäuspassion von J.S.Bach verstirbt Büchsel 63-jährig nach kurzer schwerer Krankheit.
Büchsels künstlerische Auffassungen als Organist sind durch die Leipziger Schule geprägt. Seine Reger-Interpretationen verstehen diese Musik aus der Tradition der Spätromantik und suchen sie nicht im Sinne der Orgelbewegung zu versachlichen. Als Bach-Interpret steht Büchsel seinem Lehrer Günther Ramin nahe. Auch seine Aufführungen der Passionen Bachs erinnern mit breiten Tempi, großer Besetzung, modernem Orchesterklang und hochexpressiver Gestaltung der Chorpartien an Ramin.